# The Least Successfull Human Cannonball
The Least Successfull Human Cannonball – piąty album studyjny niemieckiej grupy muzycznej Destruction. Nagrania ukazały się w 1998 roku nakładem wytwórni muzycznej Brain Butcher. Płyta została nagrana w składzie: Mike Sifringer (gitara), Thomas Rosenmerkel (śpiew), Oliver "Olly" Kaiser (perkusja), Michael Piranio (gitara) oraz Christian Engler (gitara basowa). 

## Lista utworów
Opracowano na podstawie materiału źródłowego.
1. "Formless, Faceless, Nameless" - 4:27
2. "Tick on a Tree" - 5:00
3. "263 Dead Popes" - 3:09
4. "Cellar Soul" - 5:47
5. "God gifted" - 4:30
6. "Autoaggression" - 3:47
7. "Hofffmannn's Helll" - 4:44
8. "Brother of Cain" - 4:55
9. "A Fake Transition" - 1:33
10. "Continental Drift I" - 2:53
11. "Continental Drift II" - 3:41